# 주우 (배우)
주우(1972년 5월 14일 ~ )은 대한민국의 배우이다. 1999년 MBC 28기 공채 탤런트로 데뷔하였다.

## 학력
- 청주대학교 연극영화학과 졸업

## 출연작

### TV드라마
- 1999년 MBC 일요아침드라마 《사랑밖엔 난 몰라》
- 1999년 MBC 창사 38주년 특별기획드라마 《허준》
- 2000년 MBC 일일연속극 《날마다 행복해》
- 2000년 MBC 주간시트콤 《세 친구》
- 2000년 MBC 수목 미니시리즈 《이브의 모든 것》
- 2000년 MBC 주말드라마 《사랑은 아무나 하나》
- 2000년 MBC 월화 미니시리즈 《뜨거운 것이 좋아》
- 2000년 MBC 창사 39주년 특별기획드라마 《황금시대》
- 2001년 MBC 수목 미니시리즈 《맛있는 청혼》
- 2001년 MBC 주말연속극 《그 여자네 집》
- 2001년 MBC 일일연속극 《결혼의 법칙》
- 2001년 MBC 청춘시트콤 《뉴 논스톱》 - 주상철 역
- 2001년 MBC 수목 미니시리즈 《가을에 만난 남자》
- 2002년 MBC 수목 미니시리즈 《그 햇살이 나에게》
- 2002년 MBC 아침드라마 《내 이름은 공주》
- 2003년 MBC 월화드라마 《러브레터》
- 2004년 MBC 일요아침드라마 《물꽃마을 사람들》
- 2006년 MBC 아침드라마 《이제 사랑은 끝났다》
- 2006년 MBC 일일연속극 《얼마나 좋길래》
- 2006년 MBC 창사 45주년 특별기획드라마 《주몽》
- 2006년 tvN 수목 미니시리즈  《하이에나》
- 2007년 SBS 금요드라마  《소금인형》
- 2007년 tvN 특별기획 HD드라마 《인어이야기》
- 2007년 MBC 주말 특별기획드라마 《케 세라 세라》
- 2007년 MBC 월화 미니시리즈 《신 현모양처》
- 2008년 MBC 아침드라마 《흔들리지마》
- 2008년 MBC 창사 47주년 특별기획드라마 《에덴의 동쪽》
- 2008년 MBC 아침드라마 《하얀 거짓말》
- 2009년 MBC 월화 미니시리즈 《내조의 여왕》
- 2009년 SBS 주말 특별기획드라마 《스타일》
- 2009년 MBC 일일시트콤 《지붕뚫고 하이킥!》 - 민영훈 역
- 2009년 MBC 수목 미니시리즈 《맨땅에 헤딩》
- 2009년 SBS 수목 미니시리즈 《미남이시네요》
- 2009년 tvN 미니시리즈 《미세스 타운 - 남편이 죽었다》
- 2010년 SBS 월화 미니시리즈 《제중원》
- 2010년 MBC 수목 미니시리즈 《아직도 결혼하고 싶은 여자》
- 2010년 MBC 주말연속극 《민들레 가족》
- 2010년 SBS 수목 미니시리즈 《산부인과》 - 의사 역
- 2010년 MBC 대하드라마 《동이》
- 2010년 SBS 월화 미니시리즈 《커피하우스》
- 2010년 SBS 수목 미니시리즈 《대물》
- 2011년 SBS 수목 미니시리즈 《싸인》
- 2011년 MBC 수목 미니시리즈 《최고의 사랑》 - 윤필주의 친구 역
- 2011년 MBC 주말연속극 《천 번의 입맞춤》
- 2011년 MBC 수목 미니시리즈 《나도, 꽃!》
- 2012년 JTBC 주말 특별기획드라마 《인수대비》
- 2013년 MBC 수목 미니시리즈 《7급 공무원》
- 2015년 MBC 수목 미니시리즈 《맨도롱 또똣》
- 2016년 MBC 토요드라마 《마이 리틀 베이비》
- 2022년 SBS 금토드라마 《어게인 마이 라이프》 - 강성재 역

### 영화
- 2002년 《광복절 특사》 ... 짭새 친구 역
- 2003년 《맛있는 섹스, 그리고 사랑》 ... 기현 역